# Sławomir Leszek Kalinowski
Sławomir Leszek Kalinowski (ur. 1964 w Toruniu, zm. 14 stycznia 2021 w Mieczewie) – polski ekonomista, doktor habilitowany nauk ekonomicznych, profesor UEP.

## Życiorys
W 1988 na Wydziale Ekonomiki i Obrotu Akademii Ekonomicznej w Poznaniu uzyskał tytuł magistra, a w 1998 na Wydziale Zarządzania AEP obronił doktorat na podstawie pracy Akcjonariat pracowniczy w warunkach współczesnej gospodarki polskiej. Na tym samym wydziale w 2009 na podstawie pracy Konkurencja lub kooperacja. Studia eksperymentalne nad funkcjonowaniem rynków uzyskał stopień doktora habilitowanego.
Był wieloletnim kierownikiem Katedry Mikroekonomii, a od 2016 do 2019 był prorektorem ds. finansów i rozwoju Uniwersytetu Ekonomicznego w Poznaniu.
Był specjalistą z zakresu mikroekonomii, ekonomii eksperymentalnej, finansów przedsiębiorstw oaz teorii gier.
Zmarł 14 stycznia 2021 i 20 stycznia po mszy w kościele św. Jana Pawła II został pochowany na cmentarzu parafialnym św. Jana Vianneya.

## Publikacje
Był autorem artykułów, które zostały opublikowane w czasopismach takich jak: „Ekonomista”, „Ruch Prawniczy, Ekonomiczny i Socjologiczny”, „Studia Ekonomiczne” oraz autorem i współautorem publikacji książkowych m.in.:
- Mikroekonomia; materiały do ćwiczeń (1993, kolejne wyd. 1995, 1997, 2000, 2003, 2008, współautor z R. Barczykiem, W. Kapuścińską, W. Łuczyńskim i F. Wiśniewskim),
- Finanse przedsiębiorstwa w przykładach i zadaniach (1994 współautor z R. Gaszą, J. Mizerką, A. Skowrońskim),
- Przegląd wybranych teorii dotyczących ekonomicznej kategorii własności w Studia nad zachowaniem się podmiotów ekonomicznych w gospodarce rynkowej (1995 praca pod redakcją M. Rekowskiego),
- Metodologia identyfikacji i prognozowania wahań koniunkturalnych (2003 współautor z J. Jankiewiczem i M. Kruszką w Wskaźniki wyprzedzające jako metoda prognozowania koniunktury w Polsce praca pod redakcją M. Rekowskiego),
- Wykorzystanie wskaźników ilościowych sytuacji ekonomiczno-finansowej przedsiębiorstw do prognozowania koniunktury (2003 współautor A. Kozłowską w Wskaźniki wyprzedzające jako metoda prognozowania koniunktury w Polsce pod redakcją M. Rekowskiego),
- Geneza i znaczenie metod eksperymentalnych w ekonomii (2006 w Teoretyczne podstawy polityki gospodarczej pod redakcją M. Rekowskiego),
- Model negocjacyjny Zeuthena a schemat arbitrażowy Nasha – studium porównawcze (2006 w Zachowania rynkowe gospodarstw domowych i przedsiębiorstw w okresie transformacji systemowej w Polsce pod redakcją D. Kopycińskiej),
- Konkurencja lub kooperacja. Studia eksperymentalne nad funkcjonowaniem rynków (2008)[2].